# Симон IV фон Цвайбрюкен-Бич
Симон Векер IV (V) фон Цвайбрюкен-Бич (на немски: Simon Wecker IV (V) von Zweibrücken-Bitsch; * пр. 1397; † между 19 февруари 1406 и 25 януари 1407) от род Валрамиди е граф на Графство Цвайбрюкен-Бич (1400 – 1407).

## Произход
Той е син на граф Ханеман I фон Цвайбрюкен-Бич († 1399/1400) и втората му съпруга Елизабет фон Лайнинген († 1375/1385), дъщеря на граф Фридрих VIII фон Лайнинген († 1397) и Йоланта фон Юлих-Бергхайм († 1387). Внук е на граф Симон I фон Цвайбрюкен-Бич († 1355) и третата му съпруга Агнес фон Лихтенберг († 1378). Баща му Ханеман I фон Цвайбрюкен-Бич се жени трети път пр. 28 април 1385 г. за Маргарета фон Финстинген († сл. 1407/ок. 1444).
Брат е на Ханеман (Йоханес) II († ок. 1418) и на Фридрих († сл. 1419), катедрален кантор в Щрасбург. Той има две сестри Агнес († сл. 1384), омъжена за граф Йохан III фон Финстинген († сл. 1443), и Елизабет († сл. 1412), омъжена 1405 г. за Фридрих фон Оксенщайн († 1411).
Симон IV Векер фон Цвайбрюкен управлява Цвайбрюкен-Бич от 1400 до 1407 г. заедно с брат си Ханеман II.

## Фамилия
Симон IV Векер фон Цвайбрюкен се жени между 24 март 1396 и 1 април 1397 г. за Хилдегард фон Лихтенберг († сл. 1436), дъщеря наследничка на Хайнрих IV фон Лихтенберг--Лихтенау († 1393) и Аделхайд фон Велденц-Геролдсек († 1411). Те имат четири деца:
- Аделхайд фон Цвайбрюкен-Бич (* пр. 1412; † сл. 1 окромври 1452), сгодена на 22 юли 1412 г., омъжена на 2 май и 15 юни 1413 г. за граф Конрад фон Фюрстенберг-Волфах-Хазлах-Хаузах († между 16 август 1418 и 2 май 1419)
- Лудвиг фон Цвайбрюкен-Бич (* пр. 1410; † сл. 19 януари 1469), каноник в Страсбург (1439 – 1468)
- Ханеман/Херман фон Цвайбрюкен-Бич (* пр. 1441; † 1453/1470), каноник в Страсбург (1441 – 1453)
- Хайнрих I фон Цвайбрюкен-Оксенщайн († пр. 14 май 1453), граф на Цвайбрюкен-Оксенщайн, господар на Бич, сгоден на 1 октомври 1440 г. женен на 26 януари 1442 г. за Кунигунда фон Оксенщайн (* 1422; † 27 февруари 1443)